# Pruski križarski rat
Pruski križarski rat je naziv za seriju vojnih pohoda katoličkih križara iz 13. stoljeća, prije svega na čelu vitezova Teutonaca, s ciljem pokrštavanja poganskih Starih Prusa. Pozvani nakon ranijih neuspjelih ekspedicija protiv Prusa od strane poljskih knezova, vitezovi Teutonci počeli rat protiv Balta godine 1230. Do kraja stoljeća, nakon nekoliko pruskih pobuna, vitezovi su uspostavili kontrolu nad Pruskom i podjarmili Pruse u svoju monašku državu. 

## Ranije misije i sukobi
Wulfstan od Hedebyja, agent Alfreda od Wessexa, zabilježio pomorce i stočare Pruse kao jaku i neovisnu naciju. Mieszko I. Poljana pokušavao je proširiti svoje carstvo od kopna je upravo osvojio oko ušća Odre prema Pruskoj. Bolesław I. od Poljske poslao Adalberta od Praga propovijedati među Prusima godine 997., ali misionar je ubijen od strane pogana. Nakon nekog početnog uspjeha među Prusa, Adalbertov nasljednik, Bruno od Querfurta, također je poginuo godine 1009.
Poljaci su vodili rat sa susjednim Prusima, Sudovincima i Wendima tijekom dva stoljeća. Iako su Poljaci tražili obraćenje Prusa i kontrolu nad njihovom zemljom, Prusi su se upustili u unosne pljačke za robovima u graničnim područjima u zemlji Chełmno i Mazoviji. Mnogi Prusi su nazivno prihvatili pokrštavanje i vraćali se poganskim vjerovanjima nakon završetka sukoba. Henrik od Sandomierza je ubijen u borbi protiv Prusa godine 1166. Boleslav IV. i Kasimir II. su vodili velike vojske u Prusku. Dok je Boleslavova vojska bila poražena u gerilskom ratovanju, Kasimir je nametnuo mir sve do svoje smrti 1194. Kralj Valdemar II. od Danske podupirao je danske ekspedicije protiv Samlanda sve dok ga 1223. nije uhitio Henrik, grof od Schwerina.
Godine 1206., cistercitski biskup Christian od Olive, uz potporu kralja Danske i poljskih knezova, pronašao je bolji prijem od očekivanog po dolasku u ratom razorenu zemlju Chełmno. Nadahnut time, otputovao je u Rim kako bi se pripremio za veću misiju. Kada se 1215 vratio u Chełmno, međutim, Christian je naišao na neprijateljski raspoložene Pruse, vjerojatno iz bijesa na akcije Braću od Mača u Livoniji ili straha od poljskog širenja. Poganski Prusi su napali Chełmno, Mazoviju i Pomerelliju, opkolili Chełmno i Lubawu i prisilili pokrštene na povratak starim vjerovanjima.
Zbog sve rastućeg intenziteta napada,  Papa Honorije III. šalje papinsku bulu kršćanima u ožujku 1217. dopuštajući im propovijedati križarski rat protiv militantnih Prusa. Sljedeće godine su pogani opet napali Chełmno i Mazoviju, opljačkali 300 katedrala i crkava. Vojvoda Konrad od Mazovije uspio je protjerati Pruse plaćajući veliki danak, što je,  međutim, samo ohrabrilo Pruse.

## Križarski rat 1222./23.
Honorije III. pozvao je na križarski rat pod vodstvom Christian od Olive i izabrao kao papinskog legata nadbiskupa od Gnieznod, Wincentyja I od Niałeka. Njemački i poljski križari počeli su se okupljati u Mazoviji godine 1219., ali ozbiljno planiranje je započelo tek 1222. po dolasku plemića, kao što su vojvoda Henrik od Šleske, nadbiskup Laurentius od Wroclawa, i Laurentius od Lebusa. Brojni poljski plemići počeli su u međuvremenu darivati kršćansku biskupiju u Pruskoj s imanjima i dvorcima u Chełmno zemlji. Kneževi su se složili da je primarni fcilj bio obnoviti obranu zemlje Chełmno, posebno Chełmno utvrde, koja je gotovo u potpunosti obnovljena.  Do 1223., međutim, većina križara su napustili regiju, a Prusi su opet devastirali Chełmno i Mazoviju, prisiljavajući Vojvodu Konrada tražiti utočište u dvorcu Plock. Balti dosegnula čak Gdańsk u Pomereliji.
Godine 1225. ili 1228. četrnaest sjeverno-njemačkih vitezova su unovačili Konrad i Christian u obliku vojnog reda. Prvo im je dodijeljen posjed Cedlitz u Kujaviji do završetka dvorca na Dobrzyńu a grupa je postala poznata kao Red Dobrzyńa (ili Dobrin).  Vitezovi Dobrzyńa u početku su imali uspjeha u tjeranju Prusa iz Chełmno zemlje, ali poganski protunapad protiv njih i Konrada je pobio većinu Reda. Preživjelima je odobren azil u Pomeraniji od strane vojvode Swantopelka II. Red Calatrava, s bazom u blizini Gdańska, također je bio neučinkovit.

## Poziv teutonskih vitezova
Za to vrijeme u Rimu,Christian od Olive se upoznao s Hermannom von Salza,  Velikim meštrom Teutonskih vitezova iz razdoblja 1209. – 39. Uz dozvolu vojvode Conrada od Mazovije i mazovijskog plemstva, Christian je godine 1226. zatražio pomoć Teutonaca protiv poganskih Prusa. Stabilna situacija s Prusima onda će omogućiti Conradu nastaviti svoje planove dok na kraju nije postao vojvoda od Poljske. Dok jeHermann bio zainteresiran poljskom ponudom, njegov fokus je bio na pomaganju caru Fridriku II oko Petog križarskog rata. Budući da je teutonski red je nedavno izbačen iz Burzenlanda u Kraljevini Mađarskoj, Hermannje također želioveću autonomiju za svoje snage u budućim nastojanjima.
Hermann se sastao s Fridrikom II. u Riminiju i sugerirao da bi potčinjavanje Prusa Svetom Rimskom Carstvu granice lakše Carstva bilo lakše braniti od napadača.Car je dao odobrenje za pothvat   u Zlatnoj buli iz Rimini godine 1226., dajući im Chełmno zemlju, ili Culmerland te sve buduće osvojene zemlje.Misija za obraćenje Prusa ostala je pod zapovjedništvom biskupa Christian od Olive.
Prije početka pohoda protiv Prusa, teutonski vitezovi su navodno potpisali sporazum iz Kruszwice s Poljacima 16. lipnja 1234., kojom je Red trebao primiti Chełmno i sva buduća osvajanja, slično uvjetima u Zlatnoj buli iz Riminija. Sporazum su osporavali povjesničari, dokument je izgubljen i mnogi poljski povjesničari su sumnjali u njegovu autentičnost i teritorijalne pretenzije Teutonaca. Sa stajališta vojvode Conrada, Chełmno je bilo samo privremena baza za borbu protiv Prusa i buduća osvajanja su se trebala odvijati pod vodstvom vojvode od Mazovije. Hermann von Salza je tumačio dokument kao davanje autonomije Redu u svim teritorijalnimdobicima, osim vjernosti Svetoj Stolici i caru Svetog Rimskog Carstva. Zlatna bula iz Rietija koju je izdao papa Grgur IX.  godine 1234 potvrdila je nadzor Reda nad osvojenom zemljom, stavljajući ih samo pod vlast Svete Stolice. 
Peter von Dusburg iz 14. stoljeća spominje jedanaest plemenskih okruga u Pruskoj a: Bartia, Chelmno (prethodno pod poljskom kontrolom), Galindia, Nadrovia, Natangia, Pogesanija, Pomesania, Samland, Scalovia, Sudovija i Ermland. Peter je procjenio da dok je većina plemena mogla skupiti oko 2.000 konjanika, Samland je mogao podići 4000 konjanika i 40.000 pješaka, dok je Sudovia imala 6.000 konjanika i "gotovo nebrojeno mnoštvo drugih ratnika". Za razliku od toga, Prusa od od opustošenog Chelmna su mogli podiući manje snage od drugih plemena. Galindija, šumovit divljina s jezerima i rijekama, također je imala malo stanovnika koje bi unovačila. Suvremene procjene pokazuju ukupnu pruski populaciju od 170.000 stanovnika, manji nego što sugerira Peter von Dusburg.

## Prvotni teutonski pohodi
Nakon primitka ili krivotvorenja potraživanja za Chelmno godine 1230.,  Hermann je poslao Conrada von Landsberga kao svog izaslanika  s malom snagom od sedam Teutonskih vitezova i 70-100 štitonoša i zastavnika za Mazoviju kao prethodnicu.Oni su godine 1229. zaposjeli Vogelsang (njemački : "cvrkut ptica"), dvorac koji je sagradio Conrad nasuprot budućem Thornu (Toruńu). Drugi izvori upućuju na to da su dva viteza sagradili Vogelsang godine 1229., ali su bili ubijeni od strane Prusa ubrzo nakon toga. Ovo područje južno od rijeke Visle je bilo relativno sigurno s mješovitim kršćanskim i poganskim stanovništvom, te je Conrad von Landsberg naredio mali napad protiv pogana preko Vistule. Vođeni Hermannom Balkom, pojačanje od dvadeset vitezova i 200 narednika je stiglo u Vogelsang godine 1230 nakon završetka dvorca. Hermann von Salza nije više mogao štediti jer su polazišne točke za djelovanje Reda bile u Outremeru i Armeniji.
Dok su ranije poljske ekspedicije obično išle prema istoku u prusku divljinu, Red se usmjerio na zapad za uspostaviti utvrde duž rijeke Vistule. Oni su ratovali svake godine kad god su križarski vitezovi stizali sa Zapada. Rani pohodi su prvenstveno sastojali od poljskih, njemačkih, i pomeranskih križara, kao i nekih pomoćnih postrojbi od pruskih plaćenika .Poljski i pomeranski knezovi su se pokazali bitnima svojim dobavljanjem vojnika i baza. Većina svjetovnih križara će se vratiti u svoje domove nakon završetka pohoda, ostavljajući Teutoncima zadatak konsolidiranje ciljeva i posada u novosagrađenim utvrdama, većina kojih su bile male i drvene.Nekim svjetovnim poljskim vitezovima su dodijeljena slobodna područja, posebno u Chelmnu, iako je većinu osvojenih teritorija zadržavao teutonski Red. Kolonisti iz Svetog Rimskog Carstva su se počeo useljavati prema istoku, dozovoljavajući stvaranje novog grada svake godine, od kojih su mnogi odobreni Kulm zakonom.
U ljeto 1233., vitezovi su vodili križarsku vojsku od 10.000 ljudi i osnovali tvrđavu na Marienwerderu (Kwidzyńu) u Pomezaniji.Pomerelijanski knezovi Swantopelk i Sambor podržali su manju vojsku za invazije na Pogezaniju tijekom zime 1233-34. Nakon bliske borbe poganski Pogezanci su preusmjereni na smrznutu rijeku Sirgune dolaskom kneževske konjice,  i bojno polje nakon toga je bilo poznato kao "polje mrtvih". Izgradnja tvrđave u Rehdenu (Radzyń Chełmiński)  godine 1234. je stabilizirala istočni Chelmno.
Biskup Pruske, Christian od Olive, potraživao je dvije trećine osvojenog teritorija, davajući jednu trećina na teutonskom Redu.Papin legat William od Modene posredovao je između dvije strane, dajući vitezovima dvije trećine ali rezervirajući dodatna prava za biskupa. Teutonski Vitezovi su tražili također uključivanje malog Reda od Dobrzyńa u veći teutonski red. Conrad od Mazovije se razbijesnio s ovim prijedlogom i zahtijevao povratak Dobrzyńa zemlje što su vitezovi bili voljni učiniti. Vojvoda Conrad naknadno je odbio pomoć križara u bilo kojem daljnjem pothvatu.Uz odobrenje pape i biskupa iz Plocka, teutonski vitezovi su asimilirali red Dobrzyńa u buli iz 19. travnja 1235. Uvrijeđeni Conrad je tražio da se dvorac Dobrzyń vrati njemu.  Godine 1237 teutonski vitezovi su asimilirali Bratstvo Mača, vojni red aktivan u Livoniji, nakon što su bili gotovo izbrisani od strane Litavaca u bitci kod Saule. 
Uz podršku Henrika III., markgrofa od Meissena, križari su godine 1236. napredovali prema sjeveru duž obje obale Vistule natjeravši većinu Pomezanaca na pokoravanje. Iako Henrik nije sudjelovao u pohodu iz 1237. protiv Pogezanaca,  markgrof je Red opskrbio s dva velika riječna broda s kojima je Red porazio manja plovila koja su koristila pruska plemena. U blizini naselja Truso, Elbing (Elblag) je osnovana je s kolonistima iz Lübecka, dok je Christburg (Dzierzgoń) zaštitio zemlju istočno od Marienwerdera.
Od 1238-40, teutonski vitezovi su ratovali protiv Bartijanaca, Natangijanaca i Varmijanaca. Mala postrojba križarskih vitezova bila je pobijena pri opsjedanju varmijske utvrde Honeida, vodeći maršala Dietricha von Berheima na povratak s većom vojskom. Kad je varmijanski zapovjednik Kodrune savjetovao da se pogani trebaju predati i pokrstiti,  Honeidina vlastita posada ga je ubila, što je dovelo Dietricha da naruči uspješno osvajanje utvrde. Utvrda na laguni Visli je preimenovana u Balga i obnovljena godine 1239. Kako bi se zaštitio teritorij Reda u Ermelandu.Pruski protunapad za povrat tvrđave nije uspio, a lokalni vođa pruski Piopso je ubijen. Sezonska pojačanja na čelu s Ottom I, Vojvodom od Braunschweig-Lüneburga, konsolidirala su teutonski nadzor nad Natangijom i Bartijom.
U buli iz 1. listopada 1243., papa Inocent IV. i Guglielmo od Modene podijelili su Prusku po biskupijama Culm, Pomezanija i Ermeland i Samland, iako teritorij posljednje još nije bio osvojen.

## Prvi pruski ustanak
Daljnji napredak Teutonskih vitezova u Pruskoj bio je usporen izbijanjem Prvog pruskog ustanka godine 1242. Uznemireni brzim križarskim širenjeme na području uz granici s njegovim zemaljama, kršćanski grof Swantopelk od Pomerelije udružio se s pokorenim Prusima i podržao oružanu pobunu protiv križara. Sposobnosti Teutonskog Reda za otpor je bila oslabljena, jer je bilo manje dolazećih njemačkih križara a poljski knezovi su se svađali između sebe. 
Križarska konjica i samostreličari pokazali su se nadmoćnima u razini terena, ali Prusi su bili iskusniji i okretniji u šumovitom terenu u manjim okršajima. Dok su pruske i pomerelijske postrojbe zauzele većinu dvoraca Reda i potukle vitezove kod Rensena godine 1244., nisu imali sposobnost opsijedanje čime bi dokrajčili.  Nijemci su koristili svoju politiku i diplomaciju kako bi posvadili Swantopelka s Prusima. Poljaci su tražili tražio kneževski pomerelijski teritorij uduž Visle, dok je papin legat, budući papa Urban IV. htio da kršćani usmjere svoju energiju na pogane umjesto jedni protiv drugih. Swantopelk je prekinuo pomagati Pruse godine 1248., dok je većina potonjih stvari dogovorena Ugovorom iz Christburga u veljači 1249. Taj sporazum je jamčio građanske slobode i značajnu autonomiju pokrštenim domorodcima. Dok većina plemena slijedila uvjete ugovora, sporadične borbe su trajale do 1253., s tim da su Natangianci čak i   pobijedili Red u studenom 1249 kod Krückena.

## Samland
Nakon što su zapadni Prusi bili primireni ranih 1250-tih, teutonski vitezovi su nastavili napredak na istok i sjever, u susret sa Sambijcima u gusto naseljenom Samlandu. Heinrich Stango od Christburga je vodio vojsku preko lagune Visle godine 1252., s namjerom napada na Romuve. Sambijci su potukli križare ubivši pritom Stanga. Kako bi zamijenili pale borce papa i Poppo von Osterna, novi Veliki Meštar, počeli su propovijedati križarski rat Protiv Sambijaca. Godine 1253. Poppo i pokrajinski Meštar Majstora, Dietrich von Grüningen, kao i na markgrof od Meissena, smanjili su broj buntovnih Galindiajaca, ali ih nisu strogo kaznili. Red je bioz abrinut da će Prusi tražiti pridruženje Poljskoj, ako budu pritisnuti previše. S umirenim buntovnim plemenima, Papa Inocent IV usmjeriio je dominikanske redovnike da propovijedaju križarski rat, a Red je slao izaslanike kraljevima u Mađarskoj, Češkoj i knezovima Svetog Rimskog Carstva. Dok je Red čekao dolazak novih križara stići u Prusku, livonska grana je osnovala Memel (Klaipeda) uz Kuronsku lagunu kako bi spriječila Samogite da pomognu Sambijcima.
Snažna vojska od 60 tisuća ljudi okupljena za križarski pohod uključivala je Čehe i Austrijance pod zapovjedništvom kralja Otakara II. od Češke, Moravce pod biskupom Brunom od Olmutza i narode pod Ottom III.,  markgrofom Brandenburga i postrojbe od Rudolfa Habsburga. Sambijci su slomljeni u bitci kod Rudaua a posada utvrde se brzo predao garnizon brzo i prošao krštenje. Križari su tada napredovali protiv Quedenaua, Waldaua, Caimena i Tapiaua (Gvardeysk). Sambijci koji su prihvatio krštenje su bili tretirani obzirno, ali oni koji su se opirali nisu dobili nikakvu milost od križara. Samland je osvojen u siječnju 1255. u akciji u trajanju manje od mjesec dana. U blizini poganskog naselja Tvangste, teutonski vitezovi su osnovali Königsberg ("Kraljevu Goru"), grad nazvan nazvana u čast češkog kralja. Braunsberg (Braniewo), nazvan u čast vjerojatno Bruna od Olmütza ili Querfurta, također je osnovana u blizini. Vitezovi su izgradili dvorac Wehlau (Znamensk) na spoju rijeka Alle i Pregel kako bi se zaštitili od protiv Sudovinskih, Nadrovinskih i skalovinskih poganskih napada na kršćanske Prusa i Nijemce u Samlandu. Thirsku, kršćanskom poglavici Sambijaca,  i njegov sinu Maidelu bio je povjeren Wehlau.Uz pomoć Sambijskih saveznika, teutonski red u Natangiji je počeo napredovati, zauzevši utvrđenja Capostete i Ocktolite blizini Wohnsdorfa. Natangijski poglavica Godecko i njegova dva sina su ubijeni tijekom otpora napredovanju Vitezova.

## Veliki pruski ustanak (1260–1274)
Livonijski red je raotvao u Samogitiji, koja je bila sjeveroistočno od Pruske. Poganski Samogiti su dobili dvije godine primirja godine 1259, s kršćanima koji suz očekiali da pogani da prihvate kršćanstvo. Godine 1259. Samogiti su, međutim, odlučili zadržati svoju pogansku neovisnost. Oni su porazili Livonski red u bitci kod Skuodasa godine 1259., a onda porazili križare u bitci kod Durbea godine 1260. Pobjeda je nadahnula Pruse na ponovnu pobunu započevši Veliki pruski ustanak iste godine. U glavama domorodaca, poganske pobjede su pojačale vrijednost njihovih pretkršćanskih vjerovanja.
Unatoč teritorijalnim dobitcima u svom Pruske, primarni naglasak vitezova Teutonaca je još uvijek bila Sveta zemlja, a tek nekoliko pojačanja se moglo uštedjeti za Baltik. Njemački knezovi Svetog Rimskog Carstva bili su zauzeti pitanjima oko carskog nasljeđivanja, te je svega nekoliko sezonskih križara došlo pomoći Pruskoj Braći. Prva pojačanja su poraženi kod Pokarwisa godine 1261. Većina dvoraca teutonskog reda u Pruskoj je bila uništena ranih 1260.-tih. Osim Pruske, pogani su također poharali Livoniju, Poljsku i Voliniju.
Annov nasljednik kao Veliki Meštar, Hartmann von Heldrungen usmjerio je provincijskog Meštra Pruske, Conrada von Thierberga Starijeg, za napad na istok od Königsberga uzduž rijeke Pregel kako bi se odvojili Sudovinci od Nadrovinaca. Vogt Teodorik od Samlanda i njegove paravojne postrojbe opljačkali su dvije riječne tvrđave i veliku količinu blaga i robe. Teodorik je vodio još jedne križarske snage, uključujući i Teutonske vitezove, 150 narednika i pruskih pješaka, protiv drugeNadrovinske utvrde. Iako su se mještani pokušali predati nakon što su opsadne ljestve su bile smješteni, većina boraca je pobijeno od strane križara, sa samo nekoliko preživjelih domorodaca koji su bili preseljene. Conrad je tada vodio vitezove do u prošlosti uništenih graničnih utvrda u napad na glavnu redutu Nadrovinac u Kaminiswikeu, branjenu od 200 ratnika. Većina domorodaca je ubijeno nakon što su vitezovi ušli u tvrđavu, a Nadrovinski rodovi koji su se predali ubrzo su ušli u pomoćne postrojbe križara. [51] 
Križari su počeli zaustavljati ustanak započeo uz pomoć Alberta I., vojvode od Braunschweig-Lüneburga i Henrika III. Zemaljskog grofa od Tiringije,  godine 1265. U sljedećoj godini križarska njemačka pojačanja koje su osigurali markgrofovi Oton III i Ivan I. od Brandenburga, te je dvorac Brandenburg (Ushakovo) osnovan u njihovu čast. Kralj Otokar II. od Češke se nakratko vratio u Prusku između 1267-68, ali ga je odvratilo loše vrijeme, a markgrof Dietrich II. od Meissena je također ratova s Redom godine 1272. Križari su postupno prisilno pobili ili prisili na predaj sve ratne vođe pruskih plemena. 
Kao rezultat pobune, mnogi domorodci iz Pruske su izgubili neka od prava koja su dobili u Sporazumu iz Christburga, a naknadno su im smanjena na razinu kmetstva. Brojni Prusi su prebjegli u Veliku kneževinu Litvu ili Sudoviju, dok su druge preselili križari. Plemenski vođe koji su ostali u Pruskoj postali su vazali Teutonskih vitezova, koji su započeli obnavljati svoje dvorce u kamenu ili opeci.

## Kasniji pohodi
Iako je sposobnost Teutonski vitezova uvelike bila oslabljena za vrijeme Velikog poganskog ustanka, oni se jesu uključili u neke pohode protiv pogansa na svom istočnom krilu.Bartijanci,  Natangijanci i Warmijanci prividno su prešao na kršćanstvo, ali Sudovinci i Litvanci na njihovu istoku ostali su poganski i nastavio svoj pogranični rat s Teutonskim vitezovima. predvođeni Skalmantima tijekom Velikog ustanka, Sudovinci su poharali Bartenstein (Bartoszyce) u Bartiji, koja je trebala biti žarište njihovih granica. Bespomoćni protiv Sudovinaca, Natangijci i Bartiajanaca su se povezali s vitezovima Teutoncima za zaštitu, iako je malo pomoći mogla uopće biti osigurano na početku. Kršćanski Natangiajanski rodovi okupili su se godine
1274. i pobili 2000 na Sudovinskih pljačkaša;. Veliki Meštar Anno von Sangerhausen unovačio je Tirinižane i Meissence kako bi dovršio teutonski povratak Natangije.
Annov nasljednik kao Veliki Meštar, Hartmann von Heldrungen usmjerio je provincijskog Meštra Pruske, Conrada von Thierberga Starijeg, za napad na istok od Königsberga uzduž rijeke Pregel kako bi se odvojili Sudovinci od Nadrovinaca. Vogt Teodorik od Samlanda i njegove paravojne postrojbe opljačkali su dvije riječne tvrđave i veliku količinu blaga i robe. Teodorik je vodio još jedne križarske snage, uključujući i Teutonske vitezove, 150 narednika i pruskih pješaka, protiv druge Nadrovinske utvrde. Iako su se mještani pokušali predati nakon što su opsadne ljestve su bile smješteni, većina boraca je pobijeno od strane križara, sa samo nekoliko preživjelih domorodaca koji su bili preseljeni. Conrad je tada vodio vitezove do u prošlosti uništenih graničnih utvrda u napad na glavnu redutu Nadrovinac u Kaminiswikeu, branjenu od 200 ratnika. Većina domorodaca je ubijeno nakon što su vitezovi ušli u tvrđavu, a Nadrovinski rodovi koji su se predali ubrzo su ušli u pomoćne postrojbe križara.
Teutonski vitezovi su zatim koristili Nadroviju i Memel kao bazu protiv Skalovije na donjem dijelu Memel rijeke. Skalovija bi onda služila kao baza protiv poganske Samogitije koja je dijelila Teutonsku Prusku od Teutonske Livonije. Zbog ove prijetnje, Litvanci su pružili pomoć poganskim Skalovincima, a križari i poganisu sudjelovali u pograničnim pljačkama kako bi odvratili neprijatelja. Budući da su se pogani bili snažno branili po pustinji, teutonski vitezovi su se usmjerili na putovanje uzduž Memel rijeke prema jakoj poganskoj tvrđavi Ragnit. Teodorik od Samlanda je dovelo 1.000 ljudi u napad. Balistička vatra potjerala je branitelje sa zidina, omogućavajući križarima pristup na zidove s ljestvama i klanje većina pogana. Teodorik je također osvojio Romige na drugoj obali Memela. Skalovinci su uzvratili pustošenje Labiaua u blizini Königsberga. Conrad von Thierberg je proširio sukob organiziranjem velikih napada protiv Skalovinaca. Nicholas von Jeroschin je zabilježio križarska    ubijanja i zarobljavanja brojnih pogana. Kada su Skalovinski ratnici išli u potragu za zarobljenim poganima, Conrad ih je namamio u zasjedu u kojoj je   ubio poganskog vođu, Steinegelea. Većina skalovinskih plemića su se brzo predali vitezovima u bitci nakon nje.
Teutonski Vitezovi su planirali napredovati protiv Samogota nakon što su osvojili Skaloviju, ali izbijanja nove pobune u režiji Skalmantasa iz Sudovije odgodilo je pohod. U godinama 1276-77 Sudovinci i Litvanci poharali su Chelmno i spalili naselja u blizini dvoraca Rehden,  Marienwerder, Zantir i Christburg. Teodorik od Samlanda bio je u mogućnosti uvjeriti Sambijce da ne dižu pobunu, a Natangijci i Warmijanci su ih slijedili. Conrad von Thierberg Stariji doveo je 1.500 ljudi u Kimenau u ljeto 1277., te je uništio sudovinsku vojsku od 3.000 vojnika u blizini Winse šume. Mnogi Pogezanci su pobjegli Litvancima te su bili preseljeni kod Gardinaaca, dok su oni koji su ostali u Pruskoj preseljeni od strane križara, vjerojatno u blizini Marienburga (Malborka). Ovaj novi dvorac od opeke, izgrađen kao zamjena za Zantir, čuvao je od daljnjih pobuna Elbing i Christburg. Središnja pruska plemena predala su se križarima oko 1277.
Križari i Sudovinci su se upustili u   gerilsko ratovanje, u čemu su Sudovinci bili osobito vješti.Međutim, njihov broj je bio premali da bi se uspješno nosili sa svojim njemačkim, poljskim i volinijanskim protivnicima, i njhivoi velikaši su se počeli predavati jedan po jedan. Maršal Conrad von Thierberg Mlađi poharao je Pokimu, uhvativši velike količine goveda, konja, i zarobljenika. Oni su tada uspješno uhvatili u zasjedu 3,000 Sudovinaca u bijegu, izgubivši samo šest kršćana u tom procesu. Godine 1280 Litavski Sudovinci su napali Samland, ali red je ojačao svoje dvorce i pošteđen od pljačkaša. Dok su pogani bili u Samlandu, zapovjednik Tapiaua Ulrich Bayer poveo poražavajući kontra-napad u Sudoviji. Poljski princ Leszek Crn ostvario je dvije značajne pobjede nad poganima, osiguravši poljski granicu, a Skalmanti su pobjegli iz Sudovije u Litvu.
U ljeto 1283., Conrad von Thierberg Mlađi je imenovan provincijalnim meštrom Pruske poveo veliku vojsku u Sudoviju, pronalazći vrlo malo otpora. Vitez Ludwig von Liebenzell, koji je jednom bio zarobljen od Sudovinaca, dogovorio predaju 1.600 Sudovinaca i njihovog vođe Katingerdea, koji su naknadno preseljeni u Samland. Većina preostalih Sudovinaca su raspodijeljeni po Pogezaniji i Samlandu; Skalmantima je bilo oprošteno i dopušteno naseljavanje u Balgu. Sudovija je ostala nenaseljena, postavši pogranična koja štiti Prusku, Mazoviju i Voliniju od Litavaca. Prusi su se pobunili u kratkotrajnom ustanku godine 1286. i 1295., ali križari su čvrsto kontrolirali pruska plemena do kraja 13. stoljeća.
Pruski stanovništvo zadržalo je mnoge svoje tradicije i način života, pogotovo nakon što je Ugovor iz Christburga zaštitio prava obraćenika. Pruske pobune koje dovele su do toga da su križari primjenjivali ta prava samo najmoćnijim obraćenicima, međutim, smanjile su brzinu pokrštavanja. Nakon što su Prusi bili vojno poraženi u drugoj polovici 13. stoljeća, postupno su bili podvrgnuti pokrštavanju i kulturnoj asimilacije tijekom narednih stoljeća kao dio Redovničke države Teutonskih vitezova. Nakon pada Acre i Outremera i osiguranja Pruske, Red okrenuo svoj fokus protiv kršćanske Pomerelije koja je dijelila Prusku od carske Pomerania, te protiv poganske Litve.